# Macedônia otomana

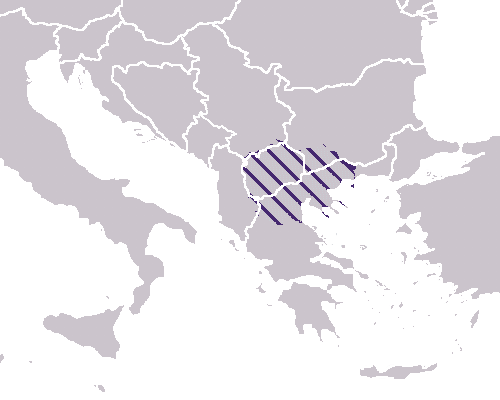
Macedônia durante o Império Otomano

A região da Macedônia foi parte do Império Otomano durante quase 500 anos, a partir do final do século XIV a 1912. .

## História

### Conquistas
Na Batalha de Maritsa de 1371, o Rei de Prilepo Blucasino Demétrio e seu irmão João Ugleses conduziram 70 000 homens contra os otomanos. Apesar de terem números menores, os otomanos conseguiram matar Blucasino Demétrio e seu irmão, e vencer a batalha .

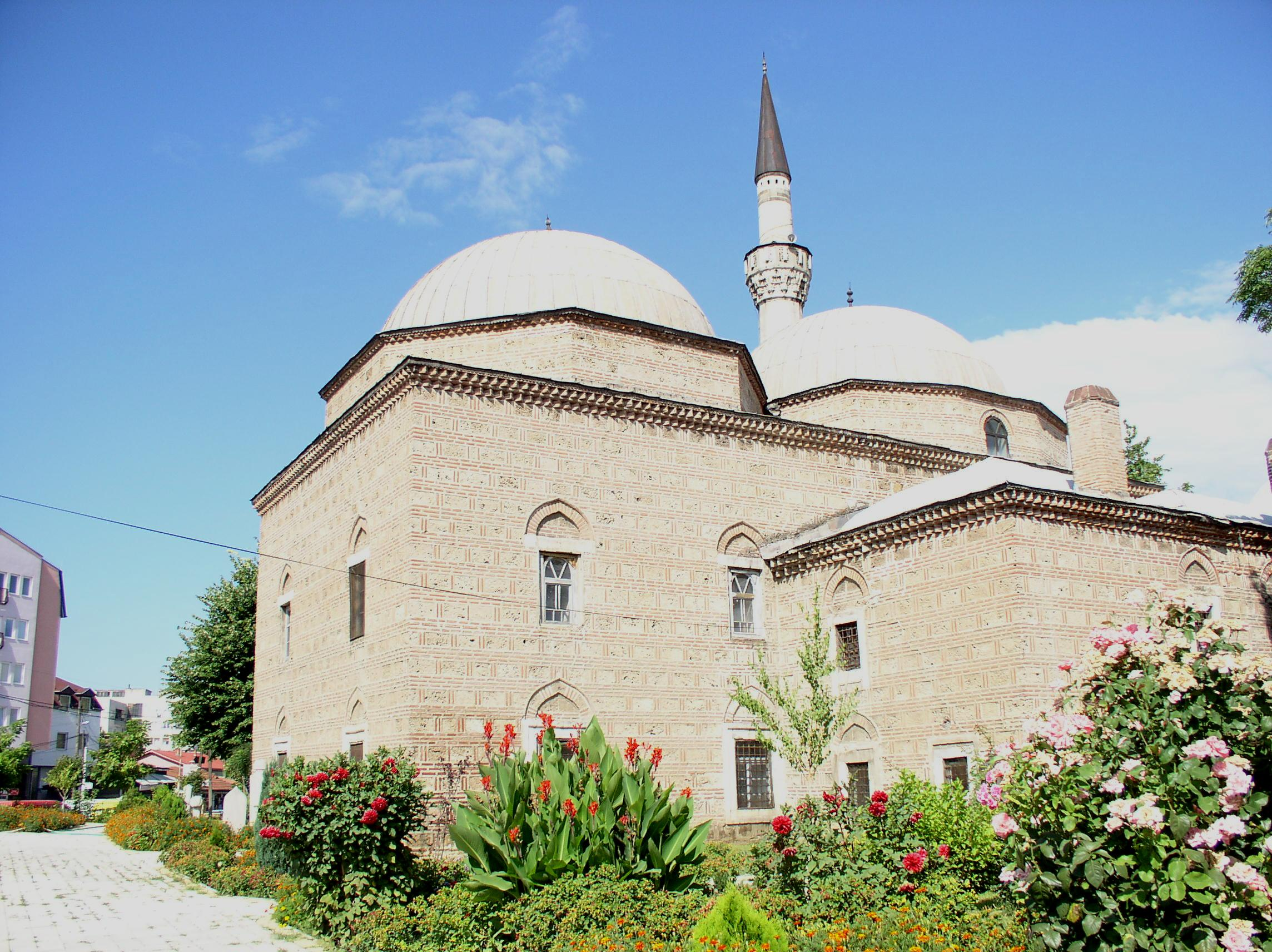
Depois de cair sob o domínio otomano, muitas mesquitas e outros edifícios islâmicos, como a Mesquita de Isa Bey, surgiram por todas as cidades como Escópia

Depois da batalha, a maior parte da Sérvia invadiu os principados menores. Um desses principados é conhecido como o Reino de Prilepo, liderado pelo filho de Blucasino Demétrio, Marco.  Como a maioria dos governantes regionais na Macedônia, Marco aceita a vassalagem sob sultão Murade I para preservar sua posição.
A Batalha do Cosovo de 1389 selou o destino da Macedônia para os próximos 500 anos. Embora ambos os exércitos e líderes e perderam grande número de soldados, os otomanos poderiam facilmente montar um exército tão grande, enquanto os habitantes locais não podiam.
Marco morreu junto com Constantino Dragases na Batalha de Rovine em 1395.
Toda Macedônia ficou sob controle otomano até o final do século XIV, com Escópia caindo sob o domínio turco em 19 de janeiro de 1392. .

### Quinhentos anos de domínio otomano
Durante o domínio otomano da Macedônia, as cidades experimentaram muitas mudanças com relação à composição demográfica de sua população e a aparência de suas paisagens. Com as leis que proibiam os edifícios cristãos de serem maior do que os islâmicos, a paisagem urbana das cidades de Escópia e Bitola foram dominadas pelos minaretes .

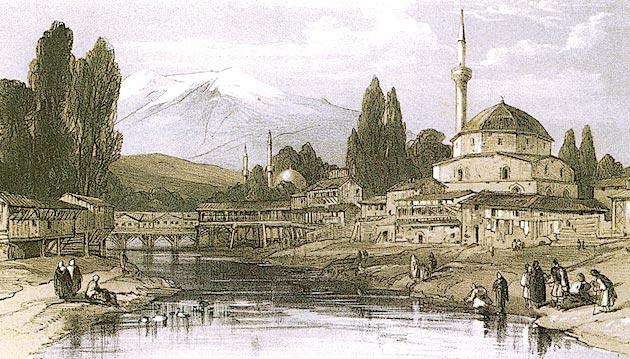
Bitola Otomana em 1800
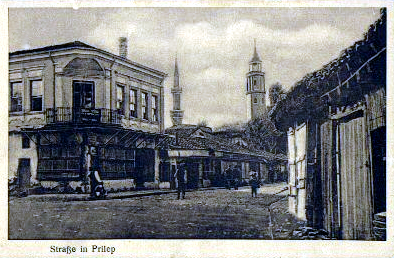
Prilepo no final do século XIX
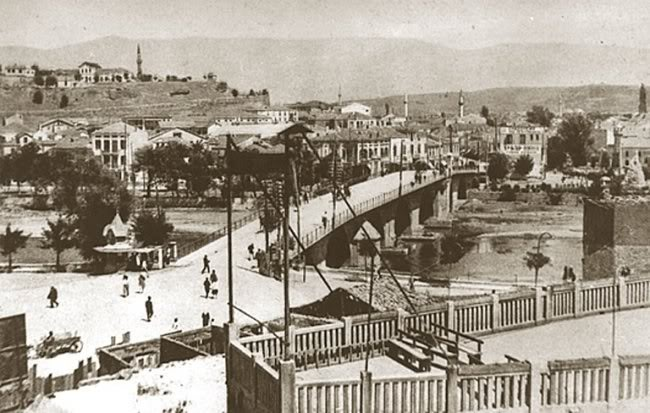
Minaretes em Escópia Otomano
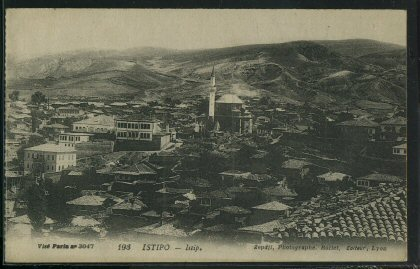
Štip Otomano

### Guerra dos Balcãs
As guerras dos Balcãs consistiram em duas guerras que ocorreram em 1912 e 1913. A primeira começou em 8 de outubro de 1912, quando as nações da Liga Balcânica, que tinham grande parte das suas populações étnicas sob o domínio otomano, atacaram o Império Otomano. Durou sete meses, com os países da Liga Balcânica saindo vitoriosos, terminando 500 anos de domínio otomano na Macedônia e nos Balcãs